# Serguéi Vodopiánov
Serguéi Vladímirovich Vodopiánov –en ruso, Сергей Владимирович Водопьянов– (Taldykorgán, URSS, 20 de septiembre de 1987) es un deportista ruso que compitió en boxeo.
Ganó dos medallas en el Campeonato Mundial de Boxeo Aficionado, oro en 2007 y plata en 2009.

## Palmarés internacional
| Campeonato Mundial | Campeonato Mundial       | Campeonato Mundial | Campeonato Mundial |
| Año                | Lugar                    | Medalla            | Categoría          |
| ------------------ | ------------------------ | ------------------ | ------------------ |
| 2007               | Chicago (Estados Unidos) | Medalla de oro     | 54 kg              |
| 2009               | Milán (Italia)           | Medalla de plata   | 57 kg              |